# Kirriemuir
Kirriemuir (en gaélico escocés: Cearan Mhoire) es una localidad del concejo unitario de Angus, al este de Escocia, Reino Unido. En el censo realizado en 2011 tenía una población de 6085 habitantes.
Fue sede de un importante mercado y de industria textil, aunque esta última ya no tiene la importancia que llegó a tener en el siglo XIX.
Kirriemuir es, sobre todo, conocida por ser el lugar de nacimiento de James Matthew Barrie, rector de la Universidad de St. Andrews y autor de Peter Pan, que además recreó la ciudad en sus novelas con el nombre de Thrums. Gracias a él, la villa llegó a ser un lugar de destino turístico y su casa ha sido convertida en museo, gestionado por el National Trust for Scotland.
Otros personajes destacados naturales de Kirriemuir son Bon Scott, vocalista de AC/DC, y David Niven quien a menudo defendió que había nacido en Kirriemuir, pero tras su muerte se descubrió que en realidad había nacido en Londres.